# Bureau de la concurrence
Le Bureau de la concurrence (en anglais : Competition Bureau) est l'autorité indépendante de concurrence canadienne. Fondé en 1952, il est chargé de lutter contre les pratiques anticoncurrentielles.  C'est une autorité indépendante d'Innovation, Sciences et Développement économique Canada (l'un des ministères fédéraux).
Son siège se trouve à Gatineau au Québec. Le Bureau de la concurrence emploie [Combien ?] personnes.  Le commissaire de la concurrence actuel est Matthew Boswell.

## Mission
Le Bureau de la concurrence enquête sur les pratiques anticoncurrentielles et examine les projets de fusion des sociétés, contestant ceux qui pourraient nuire à la concurrence au Canada.  Le Bureau est responsable de l'administration et l'application des lois fédérales impliquant les pratiques commerciales concurrentielles, telles que la Loi sur la concurrence, la Loi sur l'emballage et l'étiquetage des produits de consommation et la Loi sur l'étiquetage des textiles.  D'une manière générale, le but de l'organisation est de promouvoir la concurrence au Canada et de protéger les Canadiens grâce à l'application des lois habilitantes de l'organisation.

## Structure du Bureau
La Loi sur la concurrence prévoit qu'un commissaire de la concurrence soit nommé par le gouverneur en conseil.

## Historique
Le Bureau de la concurrence a été établi en 1986 à la suite de l'adoption de la Loi sur la concurrence.

### Décisions importantes
- Début 2002 le Bureau s'oppose à la vente des stations québécoises de Télémédia et du réseau Radiomédia à Astral[5]. Astral et le Bureau trouvent une entente qui se conclut en 2005 par la vente des stations de Radiomédia au groupe Corus[6].

### Prises de position
- À l'automne 2000, à la suite de la fusion Air Canada–Canadian Airlines, le Bureau se déclare en faveur du cabotage par des compagnies étrangères sur les lignes aériennes intérieures[7].